# Armando Bréa
Armando Bréa (ur. 31 grudnia 1898 w Rio de Janeiro, zm. 21 sierpnia 1986) – brazylijski olimpijczyk, lekkoatleta.
W roku 1932 Bréa brał udział w igrzyskach w Los Angeles. Startował w eliminacjach biegu na 1500 metrów. Odpadł już w eliminacjach.